# Centre Català de l'Havana
El Centre Català de l'Havana fou una entitat dels catalans de Cuba fundada el 1882. El centre fou organitzador dels Jocs Florals a l'Havana de 1887, 1922 i 1944 i publicà un llibre dels dos darrers.
El 1911 es va reestructurar i s'aprovaren nous estatuts amb una declaració de principis impulsada per Josep Conangla i Fontanilles, que en fou tres cops president. Es va constituir en força d'avantguarda del catalanisme a l'illa, propugnant l'autonomia de Catalunya. Segons els seus estatuts, el Centre es considerava una extensió social i espiritual de Catalunya en terra cubana i aspirava que fos reconegut en tots els ordres. També consideraven que l'Estat espanyol estava en el deure immediat de satisfer a Catalunya l'aspiració d'assolir un règim d'autonomia. El 1916 el capital social de l'entitat era de sis mil dòlars, tenia sis-cents socis, i el capital de la biblioteca en llibres era d'uns set-cents volums. Mantenia també una escola i els socis disposaven d'atenció sanitària al Centre Balear. El 1915, deixà de penjar la bandera espanyola al balcó com era costum entre les entitats catalanes, per a hissar-hi nomes la cubana i la catalana i el 1919 assumí l'estelada com a símbol del Centre.
Disposava de diverses seccions d'activitat com les de cultura, treball, teatre (en català), festes, futbol i l'Orfeó Català. Va impulsar la publicació de la revista “La Nova Catalunya” i va participar en la publicació de “Combat”. Francesc Macià, en la seva visita a l'Havana el 1928, fou rebut per Josep Conangla i convidat pel «Club Separatista Català núm. 1», entitat desdoblada format per socis del centre. Acabada la Guerra Civil Espanyola, el Centre, presidit per Josep Conangla, reconegué el Consell Nacional de Catalunya, dirigit per Carles Pi i Sunyer. Va mantenir la revista “La Nova Catalunya” fins que els règim castrista va clausurar els locals i molts dels dirigents es van exiliar.

## Llista de presidents
Alguns dels presidents del Cente Català de l'Havana:
- Claudi Mimó i Caba, un dels fundadors, nomenat el 1917, president honorari
- Jaume Basté
- Joaquim Muntal i Gramunt (1914-15)
- Josep Murillo i Mumbrú (1918-19)
- Francesc Molla i Presas (1920-21)
- Josep Pineda i Fargas (1923-24)
- Josep Conangla i Fontanilles (1928-1939)